# Eleno de Céspedes
Eleno de Céspedes, également connu sous le nom d'Elena de Céspedes (1545 - mort après 1588), est un Espagnol métis qui s'est marié avec un homme, puis avec une femme, et qui a été jugé par l'Inquisition espagnole. Céspedes est considéré aujourd'hui comme une personne transgenre,, ou comme une personne intersexe ou, s'il y a eu travestissement, comme une lesbienne. Si Céspedes était une femme, elle a été la première chirurgienne connue en Espagne, et peut-être en Europe.
La plupart des informations sur Céspedes proviennent du procès et des témoignages enregistrés par le tribunal de l'Inquisition.

## Parents
Elena de Céspedes est née vers 1545 à Alhama de Granada en Andalousie, en Espagne, d'une femme noire musulmane esclave nommée Francisca, et d'un père castillan chrétien libre, dans la maison Medina-Céspedes. Selon les sources, ce père est un paysan nommé Pero Hernández,,(p68), ou le propriétaire d'esclaves Benito Medina. La mère Francisca avait été réduite en esclavage en Afrique subsaharienne et conduite en Andalousie où elle était domestique. Elena de Cespedes est marquée sur les joues comme fille mulâtresse d'une esclave ; elle a été affranchie dès l'enfance avec sa mère à la suite du décès de la maîtresse de maison ; elle a pris le nom de famille de l'ancien propriétaire(p46),(p109).

## Premier mariage avec un homme et voyages
Elena de Céspedes épouse à l'âge de quinze ou seize ans un tailleur de pierre nommé Cristóbal Lombardo(p30),,(p58). Au bout de quelques mois, alors que Céspedes était enceinte, Lombardo quitte le domicile conjugal à la suite d'une mésentente(p30),. Selon Céspedes, Lombardo serait mort quelque temps plus tard,(p15).
Céspedes a déclaré dans le cadre de son procès que sa condition intersexuelle (ou hermaphrodite selon les termes de l'époque) était devenue apparente lors de l'accouchement(p68),(p30). Au moment des contractions et de l'expulsion de l'enfant, un pénis et des testicules auraient fait saillie sous la peau ; un chirurgien aurait opéré une incision, libérant les organes masculins(p75). Elena laisse le petit garçon auquel elle a donné naissance (nommé Cristóbal comme le père) chez un ami et entreprend des voyages en Espagne, exerçant diverses professions, notamment celle de tailleur(p30),,,(pp58–59). Après une rixe au cours de laquelle Céspedes poignarde un proxénète, ce qui lui vaut une période d'emprisonnement, il commence à porter des vêtements masculins. Il change son nom en Eleno, et courtise ouvertement les femmes(p30),,(p58).
Céspedes trouve alors du travail comme fermier et berger, mais une connaissance le dénonce au corrégidor qui l’arrête et ne le relâche qu’à la condition qu’il s’habille en femme. Toutefois, il recommence à s'habiller en homme et s'engage comme soldat. Il participe à la répression de la révolte de la population morisque(p30),,,(pp58–59), peut-être pour montrer qu'il n'est pas lui-même un morisque. Céspedes, qui était alphabétisé, achète plusieurs livres sur la chirurgie et la médecine ; grâce à ses lectures, et à l'aide décisive d'un chirurgien de Valence avec lequel il s'était lié d'amitié, il acquiert une formation qui lui permet d'obtenir une licence et d'exercer comme chirurgien à Madrid(pp58–59). Si Eleno était une femme, alors elle a été la première chirurgienne en Espagne (vocable inusité à l’époque), et peut-être en Europe, même si le titre étant alors octroyé aux hommes exclusivement, elle l'a acquis «par fraude». Le changement d'identité sexuelle s'est accompagné d'une ascension sociale ; auparavant Elena exerçait des métiers modestes dans la fabrication de tissus.

## Second mariage avec une femme
En décembre 1584, Céspedes et une femme du nom de María del Caño, fille d'un artisan, demandent à se marier(p109),. Parce que Céspedes était imberbe, le vicaire de Madrid, Juan Baptista Neroni, s'est demandé si Céspedes était un eunuque ; à la demande de Céspedes ou de Neroni, quatre hommes (dont un médecin) examinent Céspedes à Yepes et attestent qu'il a des organes génitaux masculins et n'est pas un eunuque. Cespedes et María del Caño obtiennent l'autorisation de se marier(p109),(pp59–60),.
Après l'annonce des bans, toutefois, deux habitants de la ville disent au prêtre que Céspedes est «homme et femme», avec des organes génitaux des deux sexes ; le prêtre refuse de célébrer le mariage. Le vicaire de Madrid organise alors un deuxième examen par Francisco Díaz (médecin de Philippe II et urologue réputé) et par un médecin de Madrid, Antonio Mantilla, le 17 février 1586(pp59–60). Les deux hommes de science rapportent que Céspedes a un pénis et des testicules normaux, ainsi qu'un pli et une ouverture entre eux et l'anus (ce qui pourrait indiquer un vagin)(pp59–60). En 1586, Céspedes âgé de quarante ans et María del Caño âgée de vingt-quatre ans, se marient ; ils vivent ensemble à Yepes(pp59–60) dans les environs de Tolède, en Espagne, pendant un an,,,(p75).

## Arrestation

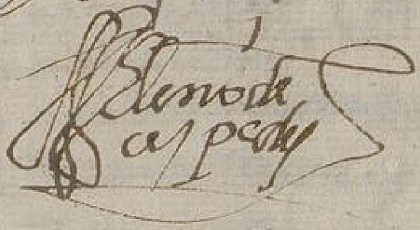
La signature de Eleno de Céspedes sur un document du tribunal de l'Inquisition.

En juin 1587, sur l'accusation d'un voisin, le couple est arrêté, inculpé pour « sodomie » (terme employé aussi pour désigner l'homosexualité féminine),, et incarcéré dans la prison municipale d'Ocaña, en Espagne. Le 4 juillet 1587, l'huissier retient plusieurs chefs d'inculpation, qui s'ajoutent à la « sodomie » : considéré par la justice comme une femme, Céspedes est accusé de prétendre être un homme, d'avoir utilisé la sorcellerie pour apparaître comme un homme aux premiers médecins légistes, de s'être livré à un travestissement, d'avoir épousé une femme, et de profaner le caractère sacré du mariage,(pp62–64). Céspedes soutient que, parce qu'il avait un pénis au moment de son mariage avec del Caño, le mariage était légitime(pp62–64). La peine pour l'homosexualité féminine était la mort(pp62–64). Cependant, le tribunal de Tolède de l'Inquisition espagnole se saisit de l'affaire, au motif que l'accusation de sorcellerie relève de la compétence de l'Inquisition ; le couple est donc transféré dans une prison de l'Inquisition à Tolède,(pp62–64).

## Procès
Les inquisiteurs ont centré leur attention sur la prétention de Céspedes d'être, dans le langage de l'époque, un hermaphrodite ; Céspedes a fait valoir que cet état rendait les deux mariages licites, car il avait été une femme lors du premier mariage, et ce n'est qu'après l'apparition d'un organe masculin lors de son accouchement qu'il a eu des relations sexuelles avec des femmes, et épousé María del Caño ; il soutient que cette condition naturelle (intersexuelle / hermaphrodite) rend également sans fondement les accusations de sorcellerie, et d'être apparu avec l'aide du diable tantôt comme un homme, tantôt une femme,,(pp62–64). Il dit que l'organe ressemblant à un pénis s'est révélé pour la première fois après l'accouchement(p68), et s'est rétracté à l'intérieur de lui. « Lors de son accouchement, un morceau de chair se déchira dans son vagin ce qui permit à son pénis caché depuis tout ce temps de finalement se faire voir » ; un chirurgien réussit à couper cette peau, révélant le pénis(p75).
Depuis, dit-il, il urine avec son pénis et il éjacule. Céspedes donne les noms de ses partenaires précédentes qui pouvaient attester son sexe(pp19–20, 206 note 38). Au cours du procès, plusieurs médecins, amantes et amis masculins ont déclaré avoir considéré Céspedes comme un homme,. À leur tour, les sages-femmes qui ont examiné et pénétré ce qu'elles ont interprété comme le vagin de Céspedes avec une bougie et des doigts l'ont trouvé si serré et résistant à la pénétration qu'elles ont conclu que Céspedes n'était pas seulement une femme mais une vierge.
Pour expliquer l'absence de preuves visibles d'un pénis, Eleno a dit qu'il avait été blessé et amputé peu de temps avant son emprisonnement, à la suite d'un accident à cheval. L'Inquisition a ordonné à Francisco Díaz d'effectuer un deuxième examen ; cette fois, ce médecin n'a trouvé que des organes génitaux féminins, mais a soutenu qu'il avait vu des organes génitaux masculins lors de son examen précédent(pp65–66).
Les inquisiteurs ont également fait valoir que  María del Caño aurait dû remarquer quand Céspedes avait ses règles(pp19–20, 206 note 38) ;  María del Caño a déclaré que lorsque Céspedes avait eu du sang sur sa chemise de nuit, il lui avait dit que c'était dû à des saignements (d'hémorroïdes ou de blessures) causés par l'équitation(pp19–20, 206 note 38).

## Verdict du tribunal de l'Inquisition
Les médecins légistes de Tolède ont déclaré que Céspedes était et avait toujours été une femme, mais le tribunal a refusé de se prononcer sur les accusations « juridiquement désordonnées » présentées par le procureur de « sodomie » ou de sorcellerie, et a condamné Céspedes uniquement pour bigamie, pour ne pas s'être suffisamment renseigné sur la mort supposée de Lombardo avant d'épouser Maria del Caño. Il a imposé la peine imposée habituellement aux hommes bigames à cette époque : 200 coups de fouet et dix ans de confinement(p31),. Céspedes est également été soumis à une humiliation publique, un auto-da-fé, qui implique de marcher autour de la place centrale de Tolède en portant une mitre et un costume de sambenito. Le tribunal lui assigne une identité féminine.
Du fait de ses compétences médicales, Céspedes a été condamné à passer sa peine de dix ans à soigner bénévolement des pauvres dans un hôpital public, initialement l'hôpital del Rey de Tolède(p31),. Cependant, l'afflux de patients attirés par la célébrité de Céspedes conduit l'administrateur local à demander, le 23 février 1589, le transfert de Céspedes dans un établissement plus éloigné, au motif que la présence de cette soignante provoquait «un embarras». Le tribunal a exonéré Maria del Caño de toute peine, considérant qu'elle n'avait pas sciemment commis de délit et l'a relâchée(p24).

## Sexe, genre et sexualité
Diverses études historiques et médicales du cas de Céspedes ont tenté de le classer comme une personne intersexe, comme transgenre ou comme un homme atteint d'hypospadias ; d'autres auteurs ont considéré Céspedes comme une femme lesbienne (qui a peut-être adopté des vêtements masculins pour acquérir plus de liberté sociale), comme un transgenre (peut-être un homme trans dont les affirmations d'être un "hermaphrodite" étaient des tentatives d'expliquer sa dysphorie de genre sans disposer d'un mot spécifique pour cela), ou comme une personne non-binaire  défiant un modèle binaire de genre et de sexe,(p75).
La défense d'Eleno lors du procès indique sa bonne connaissance des notions médicales de l'époque relatives au changement de sexe, en particulier du corpus galénique et de l'oeuvre de Pline. Céspedes évoque pour sa justification non pas des croyances hérétiques, mais « la variété et le jeu de la nature attestés par les textes classiques de l'histoire naturelle, les merveilles de natura artifex » (l'hermaphrodisme étant considéré comme un prodige naturel). Lisa Vollendorf dit que Céspedes a décrit non seulement sa physiologie mais a donné aussi « des explications comportementales et psychologiques de sa masculinité » qu'il avait expérimentée pendant des décennies ; il s'est appuyé sur ses connaissances en médecine et en histoire, a cité Aristote, Saint Augustin, Cicéron et Pline pour étayer son affirmation selon laquelle son corps intersexe n'était pas « contre nature ou sans précédent »(p64),(p21). La démarche de Céspedes se distingue de celle de l'Inquisition, qui soutenait que « le sexe était un fait matériel incontestable, même lorsque les médecins avaient fourni des preuves contradictoires » (les inquisiteurs affichant, selon Lisa Vollendorf, « un intérêt presque fétichiste pour les organes génitaux de Céspedes »).
Durant le procès, les greffiers ont utilisé de manière incohérente les marques du masculin et du féminin pour le désigner, tandis que dans sa propre déposition il a toujours parlé de lui-même comme d'un homme(p58),(p13).
Lisa Vollendorf rapproche la figure d'Eleno de Cespedes de celles de Marie-Marin le Marcis et de Magdalena Muñoz, jugées par l'Inquisition pour des faits similaires respectivement en 1587 et 1605.

## Dans la fiction
La vie d'Eleno de Cespedes a inspiré Agustín Sánchez Vidal auteur du roman historique Esclava de nadie (Madrid : Espasa narrativa, 2010).